# Dichelomorpha uniformis
Dichelomorpha uniformis är en skalbaggsart som beskrevs av Gilbert John Arrow 1920. Dichelomorpha uniformis ingår i släktet Dichelomorpha och familjen Melolonthidae. Inga underarter finns listade i Catalogue of Life.